# اينزو راو
اينزو راو (بالإيطالية: Enzo Rao)‏ هو ملحن إيطالي، ولد في 13 يناير 1957 في باليرمو في إيطاليا.

## وصلات خارجية
- اينزو راو على موقع ميوزك برينز (الإنجليزية)
- اينزو راو على موقع أول ميوزيك (الإنجليزية)
- اينزو راو على موقع ديسكوغز (الإنجليزية)